# ريدينيلازول
ريدينيلازول (المعروف سابقًا باسم SMT19969) هو مضاد حيوي ذو جزيء صغير تجريبي يتم تقييمه للإعطاء عن طريق الفم لعلاج عدوى المطثيات العسيرة (CDI). في المختبر ، هو مبيد للجراثيم ضد المطثية العسيرة ويثبط إنتاج السموم البكتيرية ؛ يُعتقد أن آلية العمل تتضمن تثبيط انقسام الخلايا. وله خصائص مرغوبة لعلاج CDI ، وهي أنه مضاد حيوي ضيق الطيف يُظهر نشاطًا ضد المطثية العسيرة بينما يكون له تأثير ضئيل على الجراثيم المعوية الطبيعية الأخرى وأنه لا يتم امتصاصه إلا بشكل ضئيل بعد تناوله عن طريق الفم. فإن ريدينيلازول لا يستنفد البكتيريا المعوية ويحافظ على النشاط البكتيري المعوي ومستقلب حمض الصفراء المرتبط به. في الوقت الذي تم فيه تطوير ريدينيلازول ، كان هناك ثلاثة مضادات حيوية فقط مستخدمة لعلاج CDI: فانكومايسين ، فيداكسوميسين ، وميترونيدازول. معدل تكرار CDI مرتفع ، مما حفز البحث في خيارات العلاج الأخرى بهدف تقليل معدل التكرار.
أجريت دراسة المرحلة الأولى لتوضيح الحرائك الدوائية وسلامة ريدينيلازول في متطوعين أصحاء بعد تناول جرعات فموية مفردة ومتعددة مع أو بدون طعام. كانت جميع الجرعات التي تمت دراستها جيدة التحمل وكانت أي آثار ضارة يحتمل أن تكون ناجمة عن الريدينيلازول خفيفة. في الجزء الأول ، تم إعطاء الدواء الوهمي أو الجرعات الصاعدة المفردة من ريدينيلازول (2 ، 20 ، 100 ، 400 ، 1000 أو 2000 مجم). كانت مستويات البلازما بعد الجرعات التي تصل إلى 2000 مجم في حالة الصيام غير قابلة للكشف بشكل عام. تمت دراسة جرعة 1000 مجم في حالة الصيام والتغذية. أنتجت جرعة فموية واحدة من 1000 مجم في حالة التغذية تركيزات بلازما منخفضة ولكن يمكن اكتشافها في جميع المواد الستة في ذراع الدراسة (النطاق: 0.102 - 0.296 نانوغرام / مل). لوحظت تركيزات البلازما القصوى بعد 4 ساعات من الإعطاء. في الجزء الثاني ، تم إعطاء ريدينيلازول في حالة التغذية بجرعة 200 مجم أو 500 مجم مرتين يومياً. لمدة 10 أيام. بحلول اليوم العاشر ، لوحظ انخفاض تركيزات ريدينيلازول في البلازما في معظم موضوعات الاختبار (المدى: 0.105 - 0.305 نانوغرام / مل) مع ظهور الحد الأقصى مرة أخرى بعد 4 ساعات من الجرعة. في أولئك الذين يتلقون مقدار 200 مجم ، كان متوسط المساحة الواقعة تحت منحنى وقت تركيز البلازما من الوقت صفر حتى آخر تركيز قابل للقياس الكمي 0.670 نانوغرام / ساعة / مل (المدى: 0.524-1.30) ، بمتوسط تركيزات بلازما قصوى تبلغ 0.141 نانو غرام / مل (النطاق: 0.108-0.243). تتوافق هذه النتائج مع تلك التي توصلت إليها الدراسات السابقة على الحيوانات والبيانات البشرية اللاحقة للمرحلة الثانية ، مما يشير بشكل جماعي إلى أن الريدينيلازول موجود في الغالب داخل الجهاز الهضمي بعد الفم.
اعتبارًا من عام 2019 ، تم الانتهاء من تجربتين من المرحلة الثانية ومن المتوقع الانتهاء من تجربتين من المرحلة الثالثة تقارن ريدينيلازول بفانكومايسين لـ CDI في سبتمبر 2021. تم تصنيف ريدينيلازول كمنتج مؤهل للأمراض المعدية بحسب قانون سلامة وابتكار إدارة الغذاء والدواء (QIDP) في بنده الثامن، وحصل على حالة المسار السريع من قبل إدارة الغذاء والدواء الأمريكية. حالة التتبع السريع مخصصة للأدوية المصممة لعلاج الأمراض حيث توجد فجوة في العلاج حاليًا ، أو نقصًا تامًا في العلاج. يضيف تصنيف QIDP خمس سنوات أخرى من التفرد لريدينازول عند الموافقة.